# Krystyna Krauze-Błachowicz
Krystyna Maria Krauze-Błachowicz – polska filozof, dr hab., pracownik naukowy Wydziału Filozofii Uniwersytetu Warszawskiego.

## Życiorys
W 1990 r. obroniła pracę doktorską pt. Ewolucja fizycznej koncepcji substancji Leibniza. Analiza logiczna tekstów, której promotorem był prof. Witold Marciszewski. Jest zatrudniona na stanowisku profesora uczelni na Wydziale Filozofii Uniwersytetu Warszawskiego, oraz należy do Rady Dyscypliny Naukowej – Filozofii Uniwersytetu Warszawskiego.
Była prodziekanem na Wydziale Filozofii i Socjologii Uniwersytetu Warszawskiego.